# 吴华品
吴华品（1939年5月—），男，湖北随州人，中华人民共和国政治人物，曾任中共鄂州市委书记，鄂州市人大常委会主任，湖北省人大常委会副主任，湖北省关心下一代工作委员会主任，第七届全国人大代表。